# Rota Productions
Die Rota Productions, Ltd. war eine US-amerikanische Filmproduktionsgesellschaft.
Einziges Filmprojekt war das mit Tyrone Power und Maureen O’Hara in den Hauptrollen besetzte Filmdrama Mit Leib und Seele (1955). Für die Herstellung holte Jerry Wald, der Produktionsleiter der Columbia, eigens den Produzent Robert Arthur von der Universal zurück. Der sowohl in irischen wie auch in militärischen Themen bewährte John Ford konnte für die Regie gewonnen werden, der erstmals in CinemaScope drehte.
Die bundesdeutsche Erstaufführung des Filmes fand 1955 statt.